# Parti de la vertu islamique
Le Parti de la vertu islamique (arabe : حزب الفضيلة الإسلامي العراقي) est un parti politique irakien islamiste chiite et conservateur fondé en 2003, au début de la guerre d'Irak.

## Historique

### Alliance irakienne unifiée
Lors des élections de janvier 2005, décembre 2005 et 2010, le Parti de la vertu islamique est membre de l'alliance islamiste chiite et Pro-Iran de l'Alliance irakienne unifiée.
Lors des élections de janvier 2005, le parti obtient 28 sièges au sein de l'Alliance, et 15 sièges leur sont répartis lors des élections de 2010.

### Parti de la vertu islamique et de l'Alliance des élites indépendantes
Lors des élections de 2014 et uniquement pour ces élections, le parti de la vertu islamique lance le mouvement de l'« Al-Fadhila et de l'Alliance des élites indépendantes ».
À l'issue des élections, le parti obtient 211 257 voix (1,62%) et remporte 6 sièges.

### Alliance Fatah
À partir de 2018, le Parti de la vertu islamique rejoint l'Alliance Fatah, une coalition islamiste chiite et Pro-Iran dirigé par Hadi al-Ameri.

## Objectifs
- Garantir la liberté et la prospérité de la société irakienne conformément aux normes de la charia
- Sensibilisation intellectuelle et politique des Irakiens et approfondissement de leur religion et de leur patrie
- Conduire les Irakiens vers une intégration de la conscience et de la croyance, dans une société jouissant de la liberté

## Résultats électoraux
| Année | Voix      | %     | Rang | Élus     | +/-                                                 |
| ----- | --------- | ----- | ---- | -------- | --------------------------------------------------- |
| 2010  | 2 092 066 | 18,15 | 3e   | 15 / 329 | (Alliance irakienne unifiée)                        |
| 2014  | 211 257   | 1,62  | 10e  | 6 / 329  | (Al-Fadhila et l'Alliance des élites indépendantes) |
| 2018  | 1 366 789 | 13,16 | 31e  | 48 / 329 | (Alliance Fatah)                                    |
| 2021  | 462 800   | 5,23  | 5e   | 17 / 329 | (Alliance Fatah)                                    |